# Wc (Unix)
Pour les articles homonymes, voir WC.
wc (en référence aux termes anglais word count, « décompte des mots ») est une commande Unix qui permet d'obtenir plusieurs informations au sujet de l'entrée standard ou d'une liste de fichiers : le nombre de lignes (plus précisément le nombre de retour à la ligne), le nombre de mots (comme son nom l'indique) et le nombre d'octets. Lorsqu'une liste de fichiers est donnée en entrée, les statistiques portent à la fois sur les fichiers individuellement et pris dans leur ensemble.

## Exemple d'utilisation
```
$ wc ideas.txt excerpt.txt 
     40     149     947 ideas.txt
   2294   16638   97724 excerpt.txt
   2334   16787   98671 total
```

En première colonne, il s'agit du nombre de lignes, en deuxième, du nombre de mots, et en dernier du nombre d'octets.
Des versions plus récentes de wc sont capables de faire la différence entre octet et caractère (depuis l'arrivée d'Unicode avec lequel un caractère peut être codé sur plusieurs octets).

## Options
```
wc
 
-l
 
<nom_du_fichier>
 
# affiche le nombre de lignes

wc
 
-c
 
<nom_du_fichier>
 
# affiche le nombre de bytes

wc
 
-m
 
<nom_du_fichier>
 
# affiche le nombre de caractères

wc
 
-L
 
<nom_du_fichier>
 
# indique la longueur de la plus longue ligne

wc
 
-w
 
<nom_du_fichier>
 
# affiche le nombre de mots

```

## GNU
La version de wc au sein du projet GNU était disponible au sein du paquet textutils, elle fait à présent partie de coreutils.